# دستور الأدوية الياباني

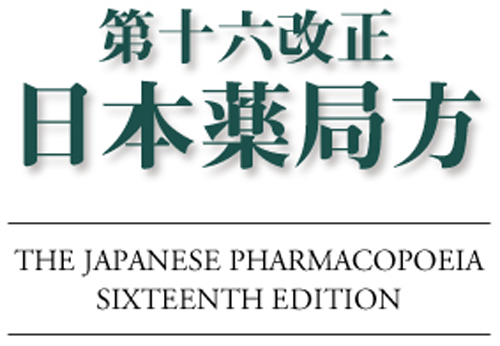

دستور الأدوية الياباني (باليابانية: 日本 薬 局 方) هو دستور الأدوية الرسمي في اليابان. تنشره وكالة الأدوية والأجهزة الطبية (باليابانية: 独立 行政 法人 医 薬 品 医療 機器 総 合 機構) تحت سلطة وزارة الصحة والعمل والشؤون الاجتماعية اليابانية.
نُشرت الطبعة الأولى في 25 يونيو 1886، ثم صدرت التنقيحات من وقت لآخر. النسخة الحالية هي رقم 17، أصدرت إلكترونياً باللغة الإنجليزية في 7 مارس 2016.